# معاهدة الصداقة بين مملكة الحجاز ونجد وملحقاتها وبين الرايخ الألماني
معاهدة الصداقة بين مملكة الحجاز ونجد وملحقاتها وبين الرايخ الألماني هي معاهدة تعاون دبلوماسي واقتصادي وقعت بين مملكة الحجاز ونجد وملحقاتها وبين الرايخ الألماني. تعد معاهدة الصداقة أول معاهدة وُقعت بين المملكة العربية السعودية وألمانيا في سنة 1929، قبل تأسيس المملكة العربية السعودية، وكانت وقتها تسمى مملكة الحجاز ونجد وملحقاتها بين الملك عبد العزيز ورئيس الرايخ الألماني. كان التوقيع بالقاهرة والتصديق النهائي في ألمانيا.

## خلقية تاريخية
تشير بعض المصادر الألمانية إلى أن شكيب أرسلان سعى عند السلطات الألمانية سنة 1926 لإرسال أحد علماء الطب الألمان للعمل في جدة وذلك في خطوة منه لبدء علاقات دبلوماسية بين ألمانيا ومملكة الحجاز، كما سعى في سنة 1927 عند الحكومة السعودية للسماح لأستاذين جامعيين ألمانيين بزيارة جدة ليقوما بإجراء بحوث اقتصادية عن التسويق والتجارة لخدمة مصالح الدوائر التجارية والصناعية الألمانية في الحجاز في ظل تنامي أهميته الاقتصادية، كانت الحكومة السعودية قد رفضت منحهم التأشيرة اللازمة أول الأمر بسبب عدم اعتراف ألمانيا بالدولة السعودية، وكان شكيب بحكم علاقاته القديمة والوثيقة مع المسؤولين الألمان التي تشكلت خلال الحرب العالمية الأولى مفيدًا في إقناع الألمان بترسيخ مصالحهم في الجزيرة العربية. في سنة 1347 هـ الموافق 1929 كلف الملك عبد العزيز شكيب أرسلان وخالد القرقني رسميًا بالاتصال بالشركات الألمانية في برلين لدعوتها لتنفيذ المشروعات الحضارية المختلفة في بلاده، فعملا على ذلك، والتقيا بالمسؤولين الألمان للحصول على التسهيلات اللازمة، ونجحا في الحصول على حد ائتماني للحكومة السعودية يصل إلى 4 ملايين مارك ألماني، مما مكن الملك عبد العزيز من إنجاز بعض الصفقات مع الشركات الألمانية لتنفيذ خططه الاقتصادية، وامتد دور شكيب إلى ما هو أبعد من ذلك فقد واصل محاولاته لإقناع الألمان ليقوموا بدور أوسع في تنمية البلاد السعودية، وشجع أصدقاءه في وزارة الخارجية على زيارة المنطقة بهدف تنمية العلاقات السعودية الألمانية، وقد بدأت الشركات الألمانية تتنافس للمشاركة في المشروعات السعودية، وواصلت الدوائر التجارية اهتمامها فازدادت نشاطات الشركات الألمانية في السوق السعودية.
ارتأى الملك عبد العزيز أن ألمانيا هي من الدول التي من الممكن أن تكون لها اهتمامات بمشاريعه التنموية، كما كانت بلاده تمثل بالنسبة لألمانيا سوقا مناسبة، لذلك بدأ الألمان بالاهتمام عن كثب بالوضع الاقتصادي والسياسي في الجزيرة العربية، وتابع الألمان أنباء التطورات السياسية التي حدثت في الحجاز من خلال ممثلها في القاهرة فون شتورر الذي كتب عام 1926 تقريرًا ضمنه أن الملك عبد العزيز شخصية قوية ومؤثرة، ورغم أسلوب حياته الذي يبدو فيه قدر كبير من التدين، فإنه بالتأكيد شخصية متفتحة للأفكار الحديثة والمشاريع التنموية وكان ذلك مما شجع الألمان على التفكير في التعامل مع الملك عبد العزيز الحاكم الجديد لجزء من الجزيرة العربية.
بعد اتصالات متعددة ونشاطات للشركات الألمانية لدخول سوق الدولة الناشئة وممارسة هذه الشركات الضغط على الحكومة الألمانية في برلين من أجل الاعتراف رسميا بالسعودية، أدرك الألمان أهمية هذه الدولة للتجارة الألمانية وللمجالات الاقتصادية، واتجهت سياستهم نحو تحقيق ذلك وأعلموا ممثلهم في القاهرة برغبتهم في التفاوض مع الملك عبد العزيز، على الرغم أن الملك عبد العزيز سبق وأن تقدم إلى الألمان في عام 1926 ضمن اتصالاته الواسعة بالدول المعتبرة سياسيا للاعتراف بالدولة السعودية الجديدة، وجدد الملك عبد العزيز الطلب ذاته عام 1928 عندما أرسل الدبلوماسي فؤاد حمزة خطابًا رسميًا إلى وزير الخارجية الألماني عبر فيه عن الرغبة في الحصول على الاعتراف الرسمي وبدء المفاوضات لتطوير العلاقات التجارية بين البلدين. أرفق حمزة بالخطاب عرضا موجزًا يصف فيه بالتفصيل الوضع السياسي والفرص التجارية مع بعض المعلومات الجغرافية والثقافية الأخرى عن الدولة السعودية الجديدة مملكة الحجاز ونجد وملحقاتها كما كانت تعرف آنذاك، وكان من بين المشاريع الاقتصادية والتجارية التي اعتقدت الحكومة السعودية أن الألمان قد يهتمون بها مشاريع نقل الحجاج، ومد السكك الحديدية والكثير من المشاريع الخاصة بتنمية المدن.
كانت من نتيجة ذلك توقيع معاهدة صداقة بين مملكة الحجاز ونجد وملحقاتها وبين الرايخ الألماني في 16 ذو القعدة 1347 هـ الموافق 26 أبريل 1929 في القاهرة، وبعد أيام قليلة من انقضاء موسم الحج من سنة 1347 هـ صادق الملك عبد العزيز على معاهدة الصداقة السعودية الألمانية، وذلك في غرة محرم عام 1348 هـ الموافق 7 يونيو 1929.

## بنود المعاهدة
جاء في نص المعاهدة نحن عبد العزيز بن عبد الرحمن الفيصل آل سعود ملك الحجاز ونجد وملحقاتها، بما أنه قد عقدت بيننا وبين فخامة رئيس الرايخ الألماني معاهدة صداقة لأجل تأسيس العلاقات الودية بين بلادينا، ووقعها مندوبان مفوضان من قبلنا ومندوب مفوض من قبل فخامته وكلهم حائزون للصلاحية التامة والمتقابلة، وذلك في مدينة القاهرة في اليوم السادس عشر من شهر ذي القعدة سنة ألف وثلاثمئة وسبع وأربعين الموافق للسادس والعشرين من شهر أبريل 1929 وهي مدرجة فيما يلي:
إن جلالة ملك الحجاز ونجد وملحقاتها وفخامة رئيس الريخ الألماني، وغبة منهما في تأسيس روابط الصداقة بين الدولتين وتوثيق عراها، واعتقادًا بأن إنشاء العلاقات بين الدولتين يخدم نمو الشعبين ويساعد على رفاهيتهما، فقد قررا عقد معاهدة صداقة لهذا الغرض، عُين من قبل جلالة ملك الحجاز ونجد وملحقاتها الشيخ حافظ وهبة مستشار جلالته، والشيخ فوزان السابق معتمد جلالته في مصر، ومن فخامة رئيس الريخ الألماني الهر فون شتور المنتدب فوق العادة، والوزير المفوض للريخ الألماني في مصر مندوبين مفوضين عنهما، وقد اتفقوا بعد تقديم أوراق اعتمادهم والتثبت من صحتها على المواد التالية:
- يسود بين مملكة الحجاز ونجد وملحقاتها والرايخ الألماني وبين رعايا كلتا الدولتين سلام لا يمس وصداقة خالصة تامة.
- لما كان في نية الدولتين المتعاهدتين إنشاء العلاقات السياسية والقتصلية بينهما في الوقت المناسب، فقد اتفقتا على أن يتمتع الممثلون السياسيون والقنصليون لكل منهما في بلاد الدولة الأخرى بالمعاملة التي قررتها مباديء القانون الدولي العامة بشرط أن تكون هذه المعاملة متبادلة.
- يقبل رعايا كل من الدولتين المتعاهدتين في بلاد الدول الأخرى وفقًا لمباديء القانون الدولي العام، وطبقًا لمقتضياته المرعية، ويتمتعون فيما يتعلق بأشخاصهم وأملاكهم بنفس المعاملة التي يتمتع بها رعايا الدولة الأكثر رعاية. كذلك تعامل السفن من الدولتين المتعاهدتين وشحناتها في موانيء الدولة الأخرى بنفس المعاملة التي تتمع بها سفن الدولة الأكثر رعاية وشخناتها من كل وجه.
- يعامل ما يدخل من حاصلات أرض كل من الدولتين المتعاهدتين ومصنوعاتها في بلاد الدولة الأخرى بقصد استهلاكه أو إعادة تصديره أو مروره منها، بنفس المعاملة التي تتمتع بها حاصلات أرض الدولة الأكثر رعاية ومصنوعاتها التي من نوعها.
- هذه المعاهدة مدونة من نسختين أصليتين بالعربية والألمانية، وللنص قيمة واحدة وتبرم المعاهدة ويكون تبادل وثائقها المبرمة في القاهرة بأقرب وقت، ثم تصير المعاهدة نافذة المفعول بمجرد تبادل الوثائق المبرمة.[5]

## نتائج المعاهدة
أرست معاهدة الصداقة بين ألمانيا والسعودية الأساس لقيام العلاقات التجارية والسياسية بين البلدين، كما جاءت بمثابة اعتراف سياسي بالدولة السعودية الفتية (مملكة الحجاز ونجد وملحقاتها آنذاك). نتائج وقيود لم تكن نتائج العلاقات السعودية الألمانية هي ما كان يتوقعه الطرفان، فقد كانت المملكة العربية السعودية تحاول الحصول على الأسلحة التي تم شراؤها بقرض ائتماني قدمته الحكومة الألمانية، ولم تتحول الصفقة إلى واقع مادي وبقيت المتطلبات السعودية كما كانت من قبل. وواجهت ألمانيا التي كانت قد قامت بتطوير مصالحها السياسية في المملكة العربية السعودية قبيل الحرب معارضة شديدة من الملك عبد العزيز الذي رفض كل المطالب والمقترحات الألمانية لاستعمال المملكة قاعدة لخططها المناوئة لدول الحلفاء ولنشاطاتها الدعائية.
رغم ذلك نشأت عن العلاقات السعودية الألمانية نتائج عدة استفاد منها كل من الطرفين، فقد نجح الملك عبد العزيز في التوصل إلى التعاون الاقتصادي مع ألمانيا، وشارك الكثير من الشركات الألمانية في أسواق المملكة العربية السعودية، مما أسهم في تحسين كل من الاقتصاد السعودي والأسواق التجارية، وكان عقد اتفاقية بين البلدين في عام 1348 هـ الموافق 1929 أوج ذلك النجاح، هذا إلى جانب أن إقامة التمثيل الدبلوماسي الألماني في عام 1358 هـ الموافق 1939، كان هو الآخر نجاحا سياسيا إضافيا للمملكة العربية السعودية. كما زادت العلاقات السعودية الألمانية من النفوذ السياسي للمملكة في المنطقة، فمن خلال الاتصال بالألمان قامت المملكة بتوسيع اتصالاتها بالقوى الأوروبية الأخرى، وكان هذا مما أتاح لها قنوات أكثر للاتصال والمزيد من الخيارات في السياسة الخارجية، وفضلا عن ذلك فإن المفاوضات السعودية مع الألمان شحذت عقول السياسيين السعوديين في ميدان السياسة الخارجية والسياسات الدولية. النتيجة الأخرى المهمة للعلاقات السعودية الألمانية هي أن ألمانيا في الثلاثينات الميلادية قد اتجهت إلى المسائل السياسية الخاصة بالمشرق العربي التي اتخذت توجهات جديدة نتيجة للمفاوضات السعودية، وخصوصا فيما يتصل بعلاقات ألمانيا بإيطاليا وبريطانيا.